# Ö1 International
Radio Österreich 1 International (Ö1 International) war der über Kurzwelle empfangbare österreichische Auslandsdienst und der Nachfolger von Radio Österreich International. Seit 2010 wurde über die verbliebene Kurzwellenfrequenz nur mehr ein 75-minütiger Block des Inlandsprogramms Ö1 ausgestrahlt, die Fremdsprachensendungen sind ersatzlos entfallen. Diese Sendung war der letzte verbliebene Rest des österreichischen Auslandsrundfunks.

## Geschichte und Programm
Nach Ende des Sendebetriebs von Radio Österreich International (RÖI) und der Umstrukturierung des ORF-Auslandsdienstes, begann man mit 1. Juli 2003, das Inlandsprogramm Ö1 – dem Klassik-, Kultur- und Informationsspartensender des ORF – mit einigen Fremdsprachensendungen, die exklusiv über Kurzwelle ausgestrahlt wurden, weltweit über Kurzwelle auszustrahlen, allerdings in stark eingeschränkter Länge und Sendeleistung.
Die Frequenzen blieben dieselben wie bei RÖI, außerdem wurde er in Europa über Satellit Astra 1H, über World Radio Network und Audio per Internet (Streaming, Podcasting) übertragen.  Organisiert wurde Ö1 International nach den Budgetkürzungen von Rainer Rosenberg. Die Kürzungen beim Programm und der Übergang von Radio Österreich International auf Ö1 International wurden vor allem mit den Kosten begründet. Im Gegensatz zu anderen Sendern, werde der österreichische Auslandsdienst nicht aus dem staatlichen Haushalt, sondern aus dem Haushalt des ORF finanziert. Die Versorgung des Auslands sei im Rundfunkgesetz nur noch als Kann-Bestimmung enthalten. Deshalb würden seitdem keine eigenen Sendungen mehr für das Ausland produziert, sondern nur noch inländische Sendungen aus dem Programm Ö1 verwendet.
Ein altes Programmelement blieb zunächst – verkürzt – erhalten, der englischsprachige Report from Austria (und Report from Austria – The Week in Review). Er wurde zu verschiedenen Zeiten über Kurzwelle anstelle des Ö1-Programms ausgestrahlt, am 31. Dezember 2008 aber endgültig eingestellt. Andere Sendungen waren  Insight Central Europe und Infos en français. Auch Ideen zu einem spanischen Programm wurden nicht umgesetzt, nur Noticiero de Austria auf Spanisch gesendet. Der Sendebetrieb wurde dann Schritt für Schritt drastisch eingeschränkt.
Seit dem 1. Jänner 2010 ist in Europa nur noch ein Block mit dem Morgenjournal (mit Nachrichten in deutscher Sprache) und der Klassiksendung Guten Morgen Österreich zwischen 07:00 und 08:15 MESZ auf 6155 kHz (49-m-Band) auf Sendung. Im Jahr 2016 wurde die Sendezeit auf 8:20 Uhr ausgedehnt, da bis dahin der laufende Nachrichtenblock um 8:15 Uhr bereits immer vorzeitig abgebrochen wurde. Überseegebiete werden seit März 2013 nicht mehr versorgt.
Am 1. März 2022 wurde aufgrund des Kriegs in der Ukraine die Sendezeit auf Kurzwelle erweitert. Nunmehr werden außer dem Ö1-Morgenjournal auch das Ö1-Mittagsjournal und das Ö1-Abendjournal für Hörer in ganz Europa auf Kurzwelle übertragen. Es kommt der folgende Sendeplan (in MEZ) zur Anwendung: Wie bisher 07:00–08:20 Uhr (Mo.–Fr. und So.; am Sa. nur bis 08:10 Uhr) auf 6155 kHz. Neu 12:00–13:00 Uhr (Mo.–Sa.) auf 13730 kHz und 18:00–18.25 Uhr (Mo.–Do.; Fr. nur bis 18:20 Uhr, So. nur bis 18:15) auf 5940 kHz. Alle Sendungen werden mit 300 kW vom Sendezentrum Moosbrunn ausgestrahlt.
Wie am 14. Oktober 2024 bekannt wurde, wird mit dem 19. Oktober 2024 die letzte Sendung des Ö1 Morgenjournals über die Frequenz 6155 kHz zwischen 06:59 und 07:33 Uhr ausgestrahlt, weil der Sender Moosbrunn zum Ende des Jahres 2024 abgeschaltet wird. Zuletzt war Montag bis Samstag jeweils zu dieser Zeit das Ö1 Morgenjournal zu hören.